# Homélies d'Organyà
Les Homélies d'Organyà (en catalan : Homilies d'Organyà) est un fragment d'un sermon destiné à la prédication de l'Évangile et découvert en 1904 au rectorat d'Organyà dans l'Alt Urgell en Catalogne. Il représente un des documents littéraires les plus anciens écrits en langue catalane. Il s’agit peut-être de la traduction en catalan d'un sermon écrit en occitan qui montre l'emploi de la langue catalane dans une prédication adressée au peuple. Le manuscrit original se trouve à la Bibliothèque nationale de Catalogne, et une copie se trouve à Organyà.